# Лиманн, Хилла
Хилла Лиманн (англ. Hilla Limann, 12 декабря 1934, Гвелло, Верхняя область, Британский Золотой Берег — 23 января 1998, Аккра, Гана) — ганский политический деятель, Президент Ганы в 1979—1981 годах. Глава т. н. Третьей республики, в результате военного переворота 31 декабря 1981 года был отстранён от власти.

## Биография
Родился в отдалённом селении Гвелло (Верхняя область) на севере колонии Британский Золотой Берег в семье крестьянина-кузнеца Йоми Бабини (англ. Babini Yomu) и Мма Хайаваини (англ.  Mma Hayawah). Хилла Бабини был взят на воспитание своим дядей Хели Лиманном (англ. Heli Limann) и при поступлении в начальную школу получил его фамилию.

### Школьный учитель
В 1941—1945 годах обучался в местной начальной «Lawra Confederacy Native Authority School» (UIW), а в 1946—1949 годах — в государственной средней школе «Government Middle School» (NIR) в Тамале (Северная область). В 1952 году окончил там же педагогический колледж и до 1957 года работал учителем. В 1952—1955 годах был также членом окружного муниципального совета Тлуму (Верхняя область). В 1954 году выступил как независимый кандидат на выборах в Законодательное собрание колонии, но потерпел поражение.

### Обучение за границей
В 1957 году, когда Гана получила независимость, уехал на обучение в Европу и поступил в Лондонскую школу экономики, где изучал политические науки. После окончания обучения в 1960 году получил диплом бакалавра наук в области экономики и поступил в университет Сорбонны во Франции, где в 1962 году получил диплом в области французского языка. С 1962 года обучался одновременно в Сорбонне, где в 1965 году получил степень доктора философии, политических наук и конституционного права, и в Лондонском университете, где в 1964 году получил диплом по специальности «история».

### Сотрудник министерства иностранных дел Ганы
В 1965 году вернулся в Гану и возглавил европейский отдел министерства иностранных дел Ганы (его дядя Имору Эгала был главой МИД Ганы в 1960—1961 годах), которое тогда возглавил Алекс Куэйсон-Сэки.
После свержения военными первого президента Ганы Кваме Нкрумы, которому Алекс Квейсон-Секки сразу же изменил, Х. Лиманн остался на службе и в 1967 году стал членом Конституционной комиссии правящего Национального совета освобождения (комиссией руководил будущий президент страны Эдвард Акуфо-Аддо).
В 1968 году отправлен на работу за рубеж, где до 1971 года возглавлял канцелярию и был официальным секретарём миссии Ганы в Ломе (Того). В 1971—1975 годах работал консультантом постоянной миссии Ганы в Женеве (Швейцария). В июне 1975 года был отозван в Гану и назначен главой европейского отдела МИД. Возглавлял также американский отдел и отдел Юго-Восточной Азии МИД Ганы.

### Неожиданный приход в политику и победа на выборах
В Гане был практически неизвестен, однако в начале 1979 года, когда военный режим снял ограничения на политическую деятельность, незаметный сотрудник МИД неожиданно выдвинулся на первые роли в национальной политике. В январе 1979 года он участвовал в создании Национальной народной партии, а когда власти не допустили до участия в выборах реального лидера ННП, его дядю Имору Эгала, возглавил партию. Затем Х. Лиманн в паре с будущим вице-президентом Джозефом де Графт-Джонсоном был выдвинут кандидатом от партии на пост президента страны. На всеобщих выборах 18 июня 1979 года вышел на первое место по числу голосов, опередив более известных Виктора Овусу и Уильяма Офори-Атту, и стал фаворитом во втором туре выборов.
| \| \| \| | 35,32 % |
|          |         |

|  |  |

| \| \| \| | 29,86 % |
|          |         |

|  |  |

| \| \| \| | 17,41 % |
|          |         |

|  |  |

| \| \| \| | 3.72 % |
|          |        |

|  |  |

| \| \| \| | 2.75% % |
|          |         |

|  |  |

| \| \| \| | 0.49% % |
|          |         |

|  |  |

| \| \| \| | 0.47% % |
|          |         |

|  |  |

| \| \| \| | 0.33% % |
|          |         |

|  |  |

| \| \| \| | 0.33% % |
|          |         |

|  |  |

Х. Лиманн победил В. Овусу во втором туре президентских выборов 9 июля 1979 года, набрав 61,98 % голосов и вступил в должность президента Ганы 24 сентября 1979 года.

### Президент Ганы
Получив власть из рук Революционного совета вооружённых сил во главе с лейтенантом Джерри Ролингсом, возглавил Третью Республику в Гане и стал единственным выходцем с севера страны на посту президента. У власти оказались гражданское правительство и парламент, избранный на многопартийной основе.
В мае 1980 года на съезде НПП был провозглашён лидером партии.
Экономический и финансовый кризис в период его правления привёл к тому, что Конгресс профсоюзов заявил, что ганские рабочие больше не зарабатывают даже на еду, не говоря уже о чём-то ещё. Последовала волна забастовок, многие из которых были признаны правительством незаконными. В сентябре 1981 года правительство объявило, что все бастующие государственные служащие будут уволены. Это быстро подорвало и без того ограниченную поддержку правительства среди населения.
Обострившаяся внутрипартийная борьба и её фактический развал, кризис в стране и бесконтрольная коррупция привели к падению Третьей республики уже через два года и три месяца после её основания. 31 декабря 1981 года Дж. Ролингс вновь захватил власть в стране, отстранив Х. Лиманна и его правительство от власти.

### Зарубежные поездки
- Нигерия — март, апрель и декабрь 1980 года;
- Сьерра-Леоне — март и июнь 1980 года;
- Того, Берег Слоновой Кости, Гвинея, Либерия и Верхняя Вольта — март-апрель 1980 года;
- Нигер — май 1980 года;
- Бенин — май и декабрь 1980 года[7].
- Сенегал и Гамбия — февраль 1981 года;
- Мали — март 1981 года;
- Великобритания, Румыния и Югославия — май 1981 года;,
- Швейцария и Индия — октябрь 1981 года
- Нигерия — декабрь 1981 года[8].

### Последние годы
После отстранения от власти, ареста и освобождения (в октябре 1983) жил частной жизнью и только в начале 1990-х годов неудачно попытался вернуться в политику. Участвовал в президентских выборах 3 ноября 1992 года, но получил только 6,7 % голосов, оказавшись на третьем месте.
Скончался 23 января 1998 года в Аккре и похоронен на родине.

## Частная жизнь
Был женат на Фьюлере Лиманн (Fulera Limann, род в 1945), имел семь детей (Лариба Монтиа (ур.Лиманн), Баба Лиманн, Сиби Андан (ур.Лиманн), Лида Лиманн, Даани Лиманн, Зилла Лиманн и Салма Лиманн).